# 600539 Aldoatiglio
600539 Aldoatiglio è un asteroide della fascia principale interna. Scoperto nel 2012, presenta un'orbita caratterizzata da un semiasse maggiore pari a 2,387729 UA e da un'eccentricità di 0,093160, inclinata di 7,310133° rispetto all'eclittica.
È dedicato a Aldo Atiglio Falla, padre dello scopritore.